# Турки аль-Аммар
Турки аль-Аммар (араб. تركي العمار‎; род. 23 сентября 1999 или 24 сентября 1999, Эр-Рияд) — саудовский футболист, полузащитник клуба «Аль-Кадисия» (Эль-Хубар) и сборной Саудовской Аравии. Чемпион Азии в этой возрастной категории.

## Карьера
C 2017 по 2023 года выступал за «Аль-Шабаб».
Осенью 2018 года Турки был включён в состав сборной до 19 лет для участия в чемпионате Азии среди юниоров. В первом же матче своей команды на 24-й минуте забил гол в ворота Малайзии. В финальном матче против Кореи Турки поразил ворота противника уже на 2-й минуте. В итоге саудовцы одержали победу 2:1 и стали чемпионами в данной возрастной категории. Турки был признал лучшим игроком турнира.
В мае 2019 года был заявлен за молодёжную сборную для участия в чемпионате мира. Турки сыграл во всех трёх матчах, однако ни одного гола не забил.

## Достижения
- Победитель юношеского чемпионата Азии 2018
- Лучший игрок юношеского чемпионата Азии 2018